# David-Patrick Feughouo
David Patrick Feughouo, né le 5 mai 1989 à Metet, est un sportif international pro de volley-ball ' formé à l'AS Cannes Volley-ball , entraîné par le médaillé olympique Laurent Tillie. Il réalise sa carrière en pro au poste de pointu et totalise plus de 116 sélections .

## Clubs
| CLUBS            | Pays   | Années    |
| ---------------- | ------ | --------- |
| AS Cannes        | France | 2008-2009 |
| AS Cannes        | France | 2009-2010 |
| AS Cannes        | France | 2010-2012 |
| Saint-Brieuc     | France | 2012-2013 |
| LISSP Calais     | France | 2013-2014 |
| Nancy Maxéville  | France | 2014-2015 |
| Nice             | France | 2015-2016 |
| Rennes Volley 35 | France | 2017-2018 |
| Lausanne UC      | Suisse | 2018-2019 |

## International

### 2006 - 2019
1. Ligue des Champions CAVB
2. CEV CUP
3. CAN CAVB
4. Olympics Qualifications
5. World Championship Italia
6. Ligue des champions CEV
7. Maputo JA
8. CEV CUP
9. "Doha" Qatar Tournament
10. World Championship Poland
11. CAVB JA Morocco
12. Challenge CUP CEV

## Palmarès

### 2002 - 2009
1. Vice Champion de France U21
2. Best scorer U21
3. Meilleur serveur U21
4. Médaille de bronze CAN < CAVB >

### 2009 - 2010
1. Champion de France U21
2. Meilleur attaquant U21

### 2010 - 2012
1. Médaillé d'or Maputo
2. Vice champion CAN CAVB
3. Vice Champion de France Ligue A

### 2012 - 2013
1.Meilleur marqueur

### 2013 - 2014
1. Top 5 < meilleurs  attaquants >

### 2014 - 2015
- Top 2 < meilleurs attaquants >
- Champion de France

### 2015 - 2016
- Champion de France

### 2018-2019
- Médaille d'or aux  Jeux africains de 2019
- Champion de Suisse